# Stanislav Binički
Stanislav Binički (* 27. Juli 1872 in Jasika bei Kruševac; † 15. Februar 1942 in Belgrad) war ein serbischer Komponist, Dirigent und Operndirektor.

## Leben
Stanislav Binički studierte zunächst Mathematik an der Universität Belgrad, dann von 1895 bis 1899 Gesang und Komposition an der Königlichen Akademie der Tonkunst in München bei Josef Gabriel Rheinberger. In München trat er als Gesangssolist und Dirigent auf und heiratete die Sängerin Frieda Blanke (1876–1956), die sich später Miroslava Binički nannte. Das Ehepaar zog 1899 nach Belgrad, wo Stanislav Binički Kapellmeister am Nationaltheater wurde. Noch im selben Jahr gründete er das Belgrader Militärorchester, das er viele Jahre lang leitete, 1904 gründete er das Orchester der Königlichen Garde, das er ebenfalls leitete. Mit seiner Ehefrau gründete er eine Musikschule, zudem übernahm er die Leitung mehrerer Gesangvereine. Während des Ersten Weltkrieges trat er als Orchesterleiter in Frankreich auf.
1920 gehörte er zu den Mitinitiatoren der Belgrader Oper, an der er dann als Direktor und Dirigent tätig war, während seine Frau dort als Korrepetitorin arbeitete und auch selbst als Sängerin auftrat. 1924 beendete Stanislav Binički  seine beruflichen Tätigkeiten.

## Familie
Stanislav Binički ist ein Bruder des Opernsängers Aleksandar Binički.

## Werke
Stanislav Binički komponierte mehrere Werke für Chöre, geistliche Musik, Märsche, Singspiele, sowie die Oper Na uranku (In der Morgendämmerung, 1904, mit Branislav Nušić als Texter), die als die erste serbische Oper gilt. 
Der von ihm 1915 komponierte Marš na Drinu (Drina-Marsch oder Marsch an die Drina) ist seine bekannteste Komposition. Der Marsch, zu dem ursprünglich auch ein Text existierte, wurde in den 1960er Jahren von diversen westeuropäischen Musikern als modern arrangierter Instrumentaltitel gecovert. Jørgen Ingmann erreichte mit seiner Gitarren-Version im März 1964 Platz 5 der deutschen Singlecharts; weitere Versionen wurden unter anderem von The Spotnicks, The Shadows sowie von James Last eingespielt. Eine weitere Coverversion findet sich auf dem 1994 erschienenen Album NATO der slowenischen Band Laibach.